# Kraje anglosaskie

Kraje anglosaskie zaznaczone są kolorem niebieskim, pozostałe kraje anglosfery jasnoniebieskim

Kraje anglosaskie (także kraje anglojęzyczne, ang. Anglosphere – anglosfera) – kraje, w których system prawny i ustrój polityczny oparte są na brytyjskim systemie parlamentarnym, kultura i obyczaje są w dużej mierze zakorzenione w kulturze i obyczajowości brytyjskiej, ludność w dużym stopniu wywodzi się z obszaru Wysp Brytyjskich, a urzędowym i narodowym językiem jest angielski. Do krajów anglosaskich należą: Wielka Brytania, Stany Zjednoczone, Australia, Nowa Zelandia oraz Kanada (bez Quebecu), Irlandia (bez Gaeltachtu) i Afryka Południowa (bez Volkstaatu). Wszystkie one były niegdyś brytyjskimi koloniami i oprócz USA i Irlandii należą obecnie do Wspólnoty Narodów.
Angielski termin „anglosfera” jest często rozszerzany na określenie wszystkich krajów, w których silna pozycja języka angielskiego jest pozostałością po rządach brytyjskich (według Słownika Merriama-Webstera). Takimi krajami są m.in. Indie, Pakistan, Jamajka i liczne, obecne lub byłe, kraje Wspólnoty Narodów (z wyjątkiem Mozambiku i Rwandy).